# Selim I. Giray
Selim I. Giray (* vor 1671; † 1704) war in den Jahren 1671–1678, 1684–1691, 1692–1699 und 1702–1704 Khan der Krim.

## Leben
Selim war ein talentierter Heerführer und Staatsmann. Er nahm an verschiedenen Kriegen an der Seite seines Suzeräns, der Hohen Pforte, teil. Es waren der Osmanisch-Polnische Krieg 1672–1676, Osmanisch-Russische Krieg 1676–1681 (in dessen Verlauf er 1678 gestürzt und durch Murad Giray ersetzt wurde, ein Vorgang, dem sich Selim in seiner Karriere mehrmals beugen musste) oder am Krieg der Heiligen Liga gegen die Osmanen 1684–1700. Im Letzteren verhinderte er an der Nordostflanke des Osmanischen Reiches im Kampf gegen Polen und Russland dessen Kollaps.
Selim Giray starb 1704. Im Amt des Krimkhans folgte ihm Ğazı III. Giray nach.